# Småholmane
Ne doit pas être confondu avec Småholmane (Austevoll), Småholmane (Fjell), Småholmane (Kvam) ou Småholmane (Masfjorden).
Småholmane est une île norvégienne du comté de Hordaland appartenant administrativement à Eivindvik.

## Description
Rocheuse et couverte d'arbres en son centre, elle s'étend sur environ 192 m de longueur pour une largeur approximative de 53 m. 